# Агте, Курт
Курт Агте (нем. Curt Agthe; 28 июля 1862 года, Берлин, Германская империя — 3 июля 1943 года, Берлин, нацистская Германия) — немецкий художник жанрист и пейзажист.

## Биография
Курт Агте родился в Берлине в семье пианиста Оскара Агте (1835 - 1909). О его обучении в Берлинской академии известно немного. Одними из его учителей были художники Антон фон Вернер и Макс Михаэль, также одним из одноклассников Агте был художник Феликс Борхардт.
С 1891 по 1939 года, Агте был членом Берлинского союза художников. Его картины регулярно выставлялись на выставках. В 1937 году его картина «Пергола в Анакапри» была показана на Большой немецкой художественной выставке, тем не менее его картины редко отправлялись в крупные музеи. В 1939 году художник Генрих Лоренцен (1900–1977) создал портрет Агте.
Курт Агте умер в 1943 году и был похоронен на протестантском кладбище в Кройцберге